# Grégoire De Mévius
Barão Grégoire de Mevius (Bélgica, 16 de agosto de 1962) é um ex-piloto belga de ralis. Competiu no Campeonato Mundial de Rali (WRC).

## Carreira
A sua estreia no WRC foi na classe do Grupo N com um Mazda 323. Com uma carreira pouco conseguida no Grupo A em 1990, nunca foi considerado um talento emergente para o rali. Contudo em 1993, chegou a garantir um lugar como piloto privado numa equipa do Grupo A no WRC. Mesmo sem nunca ter lutado pelo título mundial, fez boas provas tendo marcado alguns pontos em ralis de terra. O seu melhor resultado foi em 1998 no Rali da Grã-Bretanha, onde chegou ao 4º lugar na equipa Belgacom Turbo Team, com um Subaru Impreza.
Quando deixou o WRC, dedicou-se ao rali mais duro do mundo, e mudou-se para o Paris-Dakar, onde já competiu por várias vezes pela Nissan, ao volante de uma Nissan Navara Pick-up.